# Paraclinus grandicomis
Paraclinus grandicomis är en fiskart som först beskrevs av Rosén, 1911.  Paraclinus grandicomis ingår i släktet Paraclinus och familjen Labrisomidae. Inga underarter finns listade i Catalogue of Life.